# Seattle Construction and Drydock Company
Seattle Construction and Drydock Company (также известная как Seattle Dry Dock & Ship Building Company ) — судостроительная компания, базирующаяся в Сиэтле, штат Вашингтон. Официально основанная в 1911 году, верфь ведет свою историю с 1882 года, когда Роберт Моран открыл судоремонтную мастерскую на пристани Йеслера. В 1906 году эта мастерская стала верфью Moran Brothers Shipyard, а в конце 1911 года — Seattle Construction and Drydock Company.
Завод компании Moran вместе с заводом Seattle Dry Dock & Ship Building Company, который был организован в 1887 году и находился под контролем Моранов, был в то время самым завершенным на Тихоокеанском побережье, за пределами Сан-Франциско. Он вырос до таких огромных размеров, что даже во время строительства линкора BB-14 «Небраска» другие работы выполнялись так же эффективно. Некоторые из заметных работ, выполненных в этот период, — строительство стальных буксиров Bahada и Wyadda, тендер-маяк Heather и перестройка пароходов Cutch и Willamette.
Когда «Небраска» была закончена и прошла официальное пробное плавание в водах пролива Фука, капитан Перкинс, старший член испытательной комиссии, объявил его одним из лучших кораблей в Соединенных Штатах. Несмотря на плохую погоду, корабль полностью соответствовал требованиям и доказал, что в Сиэтле есть строительная компания, способная строить корабли самого большого водоизмещения. В марте 1906 года компания Moran Brothers была продана новым владельцам, которые реорганизовали бизнес под названием The Moran Company, а с 1912 года — Seattle Construction & Dry Dock Company. В 1911 году компания начала строительство первой из шести подводных лодок для военно-морского флота США. Примерно в то же время было построено пять стальных китобойных судов для компаний, работающих в северных китобойных водах, а в 1913 году был построен сухой док стоимостью 500 000 долларов. Этот сухой док был 468 футов (143 м) в длину и 110 футов (34 м) в ширину. Пароход «Адмирал Фаррагут» был первым судном, вошедшим в него для ремонта.
Компания произвела более 90 кораблей, в том числе значительное количество линкоров и подводных лодок для ВМС США, подводных лодок для Королевского военно-морского флота Канады, а также торговых морских судов. К 1917 году завод занимал около 11 гектаров и имел персонал около 1500 человек. На заводе было шесть стапелей длиной до 180 м, два сухих дока вместимостью 12 000 тонн каждый и один сухой док вместимостью 3 000 тонн, которые были оборудованы для ремонта всех видов.  Компания официально прекратила свою деятельность в 1918 году, в значительной степени из-за переманивания ее квалифицированных рабочих со стороны недавно созданных конкурентов.  В конечном итоге она была приобретена Уильямом Х. Тоддом, который сделал её дочерней компанией Todd Pacific Shipyards Corporation, основанной в 1916 году как William H. Todd Corporation.  Другие компании, которыми управлял Тодд, включали Robins Dry Dock & Repair Company из Эри-Бейсин, Бруклин, Нью-Йорк и Tietjen & Long Dry Dock Company из Хобокена, Нью-Джерси. 